# زوكا
زوكا (بالإيطالية: Zocca)‏ هي بلدية في مقاطعة مودينا في إقليم إميليا رومانيا الإيطالي.

## السكان
في سنة 1861 بلغ عدد السكان 5٬079 نسمة، وتطور العدد ليصل في سنة 2011 لـ 4٬883 نسمة.
يظهر هذا المخطط البياني تطور النمو السكاني لـ زوكا

## أعلام
- ماوريتسيو تشيلي
- فاسكو روسي